# Coppa del Mondo di scherma 2025
La Coppa del Mondo di scherma 2024-2025 è la 54ª edizione della competizione organizzata ogni anno dalla Federazione internazionale della scherma. È iniziata il 10 novembre 2022 ad Algeri e si concluderà nel luglio 2023, al termine dei campionati del mondo. Il calendario ufficiale prevede otto competizioni per arma (cinque tornei di Categoria A e tre Grand Prix), oltre ai campionati continentali e mondiali.

## Distribuzione dei punti

### Individuale
Le competizioni del calendario si suddividono in cinque categorie. Tutte portano dei punti validi per la Coppa del Mondo secondo un coefficiente prestabilito: 1 per le prove di Coppa del Mondo e i campionati continentali, 1,5 per i Grand Prix, 2,5 per i campionati mondiali e 3 per i Giochi olimpici. I tornei satellite, destinati a far familiarizzare i giovani schermidori con le competizioni internazionali, portano pochi punti.
Per calcolare la classifica di uno schermidore, contano solamente i cinque migliori punteggi ottenuti durante le prove di Coppa del Mondo, Grand Prix e satellite, oltre ai campionati mondiali e ai Giochi olimpici..
| Pos.                               | 1  | 2  | 3-4 | 5-8 | 9-16 | 17-32 | 33-64 | 65-96 | 97-128 | 129-256 |
| ---------------------------------- | -- | -- | --- | --- | ---- | ----- | ----- | ----- | ------ | ------- |
| Satellite                          | 4  | 3  | 2   | 1   | 0,5  | 0,25  | 0     | 0     | 0      | 0       |
| Coppa del Mondo                    | 32 | 26 | 20  | 14  | 8    | 4     | 2     | 1     | 0,5    | 0,25    |
| Campionati continentali Grand Prix | 48 | 39 | 30  | 21  | 12   | 6     | 3     | 1,5   | 0,75   | 0,375   |
| Campionati mondiali                | 80 | 65 | 50  | 35  | 20   | 10    | 5     | 2,5   | 1,25   | 0,625   |
| Giochi olimpici                    | 96 | 78 | 60  | 42  | 24   | 12    | 6     | 3     | 1,5    | 0,75    |

### A squadre
La distribuzione dei punti è la stessa per tutte le competizioni a squadre, tranne che per i campionati mondiali che portano il doppio dei punti.
Per calcolare la classifica di una squadre, contano solamente i quattro migliori risultati delle prove di Coppa del Mondo, oltre a quelli di campionati mondiali o Olimpiadi e dei campionati continentali.
| Pos.                                    | 1   | 2   | 3  | 4  | 5  | 6  | 7  | 8  | 9  | 10 | 11 | 12 | 13 | 14 | 15 | 16 | 17-32 |
| --------------------------------------- | --- | --- | -- | -- | -- | -- | -- | -- | -- | -- | -- | -- | -- | -- | -- | -- | ----- |
| Campionati continentali Coppa del Mondo | 64  | 52  | 40 | 36 | 32 | 30 | 28 | 26 | 25 | 24 | 23 | 22 | 21 | 20 | 19 | 18 | 8     |
| Campionati mondiali                     | 128 | 104 | 80 | 72 | 64 | 60 | 56 | 52 | 50 | 48 | 46 | 44 | 42 | 40 | 38 | 36 | 16    |

## Calendario
| Legenda | Abbreviazione | Categoria               |
|         | CM            | Campionati mondiali     |
|         | CC            | Campionati continentali |
|         | GP            | Grand Prix              |
|         | CdM           | Coppa del Mondo         |
|         | Sat           | Tornei satelliti        |

### Donne

#### Circuito principale
| Data             | Nome e luogo                                                | Cat. | Arma     | Tipo    | Vincitrice                                                              | Finalista                                                                  | Semifinaliste                                                                          | T      |
| ---------------- | ----------------------------------------------------------- | ---- | -------- | ------- | ----------------------------------------------------------------------- | -------------------------------------------------------------------------- | -------------------------------------------------------------------------------------- | ------ |
| 8 novembre 2024  | Coppa del Mondo Orano                                       | CdM  | Sciabola | Indiv.  | Jeon Ha-young                                                           | Lucía Martín-Portugués                                                     | Sugár Katinka Battai Celia Perez Cuenca                                                | [ 3 ]  |
| 8 novembre 2024  | Coppa del Mondo Orano                                       | CdM  | Sciabola | Squadre | Ungheria Sugár Katinka Battai Renáta Katona Liza Pusztai Luca Szucs     | Polonia Zuzanna Cieślar Zuzana Lenkiewicz Sylwia Matuszak Daria Skonieczna | Corea del Sud Sebin Choi Jeon Ha-young Jiyeon Seo Soyeon Yun                           | [ 4 ]  |
| 8 novembre 2024  | Coppa del Mondo Fujaira                                     | CdM  | Spada    | Indiv.  | Sara Maria Kowalczyk                                                    | Giulia Rizzi                                                               | Irina Embrich Lauren Rembi                                                             | [ 5 ]  |
| 8 novembre 2024  | Coppa del Mondo Fujaira                                     | CdM  | Spada    | Squadre | Estonia Nelli Differt Irina Embrich Julia Beljajeva Katrina Lehis       | Italia Alessandra Bozza Federica Isola Lucrezia Paulis Gaia Traditi        | Stati Uniti Hadley Husisian Charlene Kai Yan Liu Catherine Nixon Tierna Oxenreider     | [ 6 ]  |
| 21 novembre 2024 | Coppa del Mondo Vancouver                                   | CdM  | Spada    | Indiv.  | Song Se-ra                                                              | Katrina Lehis                                                              | Nelli Differt Kaylin Sin Yan Hsieh                                                     | [ 7 ]  |
| 21 novembre 2024 | Coppa del Mondo Vancouver                                   | CdM  | Spada    | Squadre | Corea del Sud Kim Hyangeun Lee Hye-in Lim Tae-hee Song Se-ra            | Ucraina Dzhoan Feybi Bezhura Vlada Kharkova Olena Kryvytska                | Francia Alexandra Louis-Marie Lauren Rembi Jade Sersot Diane Von Kerssenbrock          | [ 8 ]  |
| 21 novembre 2024 | Coppa del Mondo Tunisi                                      | CdM  | Fioretto | Indiv.  | Martina Favaretto                                                       | Arianna Errigo                                                             | Eleanor Harvey Julia Walczyk-Klimaszyk                                                 | [ 9 ]  |
| 21 novembre 2024 | Coppa del Mondo Tunisi                                      | CdM  | Fioretto | Squadre | Giappone Sera Azuma Karin Miyawaki Sumire Tsuji Yūka Ueno               | Ucraina Kateryna Budenko Dariia Myroniuk Alina Poloziuk Olha Sopit         | Corea del Sud Hong Se-na Lee Se-joo Mo Byeoli Park Ji-hee                              | [ 10 ] |
| 5 dicembre 2024  | Trofeo Nuoma Orléans                                        | GP   | Sciabola | Indiv.  | Jeon Ha-young                                                           | Theodóra Gkountoúra                                                        | Déspina Georgiádou Yoana Ilieva                                                        | [ 11 ] |
| 5 dicembre 2024  | Coppa del Mondo Busan                                       | CdM  | Fioretto | Indiv.  | Elena Tangherlini                                                       | Eleanor Harvey                                                             | Anna Cristino Yūka Ueno                                                                | [ 12 ] |
| 5 dicembre 2024  | Coppa del Mondo Busan                                       | CdM  | Fioretto | Squadre | Italia Anna Cristino Arianna Errigo Martina Favaretto Elena Tangherlini | Stati Uniti Dephine Devore Lee Kiefer Zander Rhodes Lauren Scruggs         | Francia Anita Blaze Costance Catarzi Éva Lacheray Pauline Ranvier                      | [ 13 ] |
| 10 gennaio 2025  | Coppa del Mondo Hong Kong                                   | CdM  | Fioretto | Indiv.  | Jaelyn Liu                                                              | Martina Sinigalia                                                          | Martina Batini Yūka Ueno                                                               | [ 14 ] |
| 10 gennaio 2025  | Coppa del Mondo Hong Kong                                   | CdM  | Fioretto | Squadre | Italia Anna Cristino Arianna Errigo Martina Favaretto Elena Tangherlini | Stati Uniti Dephine Devore Lee Kiefer Lauren Scruggs Maia Weintraub        | Francia Anita Blaze Costance Catarzi Éva Lacheray Pauline Ranvier                      | [ 15 ] |
| 12 gennaio 2025  | Gran Prix Tunisi Tunisi                                     | GP   | Sciabola | Indiv.  | Misaki Emura                                                            | Michela Battiston                                                          | Yoana Ilieva Sarah Noutcha                                                             | [ 16 ] |
| 23 gennaio 2025  | Coppa del Mondo Plovdiv                                     | CdM  | Sciabola | Indiv.  | Yoana Ilieva                                                            | Chiara Mormile                                                             | Déspina Georgiádou Lucía Martín-Portugués                                              | [ 17 ] |
| 23 gennaio 2025  | Coppa del Mondo Plovdiv                                     | CdM  | Sciabola | Squadre | Giappone Misaki Emura Kokona Kikuchi Seri Ozaki Jumi Wakita             | Ungheria Sugár Katinka Battai Renáta Katona Liza Pusztai Luca Szucs        | Francia Sara Balzer Sarah Noutcha Toscane Tori Malina Vongsavady                       | [ 18 ] |
| 24 gennaio 2025  | Grand Prix del Qatar Doha                                   | GP   | Spada    | Indiv.  | Hsieh Sin Yan                                                           | Nelli Differt                                                              | Dzhoan Feybi Bezhura Lucrezia Paulis                                                   | [ 19 ] |
| 7 febbraio 2025  | Grand Prix Torino                                           | GP   | Fioretto | Indiv.  | Martina Favaretto                                                       | Eleanor Harvey                                                             | Anna Cristino Arianna Errigo                                                           | [ 20 ] |
| 7 febbraio 2025  | Coppa del Mondo Barcelona                                   | CdM  | Spada    | Indiv.  | Eszter Muhari                                                           | Song Se-ra                                                                 | Rossella Fiamingo Lucrezia Paulis                                                      | [ 21 ] |
| 7 febbraio 2025  | Coppa del Mondo Barcelona                                   | CdM  | Spada    | Squadre | Italia Federica Isola Sara Maria Kowalczyk Roberta Marzani Giulia Rizzi | Cina Qu Xiaoxaio Tang Junyao Xu Nuo Yu Sihan                               | Corea del Sud Kim Hyangeun Lee Hye-in Lim Tae-hee Song Se-ra                           | [ 22 ] |
| 6 marzo 2025     | Coppa del Mondo Il Cairo                                    | CdM  | Fioretto | Indiv.  | Eleanor Harvey                                                          | Martina Batini                                                             | Martina Favaretto Éva Lacheray                                                         | [ 23 ] |
| 6 marzo 2025     | Coppa del Mondo Il Cairo                                    | CdM  | Fioretto | Squadre | Italia Arianna Errigo Martina Favaretto Elena Tangherlini Alice Volpi   | Stati Uniti Mikayla Chusid Lee Kiefer Jaelyn Liu Katerina Lung             | Francia Anita Blaze Morgane Patru Éva Lacheray Pauline Ranvier                         | [ 24 ] |
| 7 marzo 2025     | Coppa Acropoli Candia                                       | CdM  | Sciabola | Indiv.  | Misaki Emura                                                            | Yoana Ilieva                                                               | Sugár Katinka Battai Sarah Noutcha                                                     | [ 25 ] |
| 7 marzo 2025     | Coppa Acropoli Candia                                       | CdM  | Sciabola | Squadre | Cina Fu Ying Pan Qimiao Rao Xueyi Zhang Xinyi                           | Francia Mathilde Mouroux Sarah Noutcha Caroline Quéroli Malina Vongsavady  | Corea del Sud Sebin Choi Jeon Ha-young Jiyeon Seo Kim Jeong-mi                         | [ 26 ] |
| 14 marzo 2025    | Grand Prix Westend "in mémoria di Jozsef Sakovics" Budapest | GP   | Spada    | Indiv.  | Anna Maksymenko                                                         | Giulia Rizzi                                                               | Leonora Mackinnon Song Se-ra                                                           | [ 27 ] |
| 21 marzo 2025    | Grand Prix Lima                                             | GP   | Fioretto | Indiv.  | Komaki Kikuchi                                                          | Anna Cristino                                                              | Martina Favaretto Lee Kiefer                                                           | [ 28 ] |
| 27 marzo 2025    | Coppa del Mondo Marrakech                                   | CdM  | Spada    | Indiv.  | Eszter Muhari                                                           | Aizanat Murtazaeva                                                         | Hadley Husisian Katrina Lehis                                                          | [ 29 ] |
| 27 marzo 2025    | Coppa del Mondo Marrakech                                   | CdM  | Spada    | Squadre | Cina Mo Wanlin Tang Junyao Shi Yuexin Yu Sihan                          | Estonia Nelli Differt Irina Embrich Julia Beljajeva Katrina Lehis          | Francia Marie-Florence Candassamy Lauren Rembi Éloïse Vanryssel Diane Von Kerssenbrock | [ 30 ] |
| 28 marzo 2025    | Coppa del Mondo Il Cairo                                    | CdM  | Sciabola | Indiv.  | Despina Georgiadou                                                      | Sarah Noutcha                                                              | Misaki Emura Yoana Ilieva                                                              | [ 31 ] |
| 28 marzo 2025    | Coppa del Mondo Il Cairo                                    | CdM  | Sciabola | Squadre | Francia Faustine Clapier Mathilde Mouroux Sarah Noutcha Toscane Tori    | Ungheria Renata Katona Kira Keszei Liza Pusztai Luca Szucs                 | Corea del Sud Sebin Choi Hayoung Jeon Dohee Kim Jeongmi Kim                            | [ 32 ] |
| 1 maggio 2025    | Coppa del Mondo Vancouver                                   | CdM  | Fioretto | Indiv.  | Martina Favaretto                                                       | Lee Kiefer                                                                 | Arianna Errigo Eleanor Harvey                                                          | [ 33 ] |
| 1 maggio 2025    | Coppa del Mondo Vancouver                                   | CdM  | Fioretto | Squadre | Italia Anna Cristino Arianna Errigo Martina Favaretto Elena Tangherlini | Stati Uniti Lee Kiefer Jaelyn Liu Zander Rhodes Lauren Scruggs             | Giappone Sera Azuma Komaki Kikuchi Yuzuha Takeyama Sumire Tsuji                        | [ 34 ] |
| 2 maggio 2025    | Grand Prix Seoul                                            | GP   | Sciabola | Indiv.  | Jeon Ha-young                                                           | Jeongmi Kim                                                                | Yoana Ilieva Sarah Noutcha                                                             | [ 35 ] |
| 9 maggio 2025    | Grand Prix Bogotà                                           | GP   | Spada    | Indiv.  | Giulia Rizzi                                                            | Hadley Husisian                                                            | Katrina Lehis Catherine Nixon                                                          | [ 36 ] |
| 16 maggio 2025   | Grand Prix Shanghai                                         | GP   | Fioretto | Indiv.  | Martina Favaretto                                                       | Lee Kiefer                                                                 | Arianna Errigo Martina Batini                                                          | [ 37 ] |

### Uomini

#### Circuito principale
| Data             | Nome e luogo                            | Cat. | Arma     | Tipo    | Vincitore                                                                      | Finalista                                                                     | Semifinalisti                                                                | T      |
| ---------------- | --------------------------------------- | ---- | -------- | ------- | ------------------------------------------------------------------------------ | ----------------------------------------------------------------------------- | ---------------------------------------------------------------------------- | ------ |
| 7 novembre 2024  | Coppa del Mondo Orano                   | CdM  | Sciabola | Indiv.  | Sébastien Patrice                                                              | Radu Nitu                                                                     | Santiago Madrigal \| Park Sang-won                                           | [ 38 ] |
| 7 novembre 2024  | Coppa del Mondo Orano                   | CdM  | Sciabola | Squadre | Corea del Sud Do Gyeong-dong Ha Han-sol Lim Jaeyonn Park Sang-won              | Iran Farzad Baher Aresbaran Mohammad Fotouhi Ali Pakdaman Nima Zahedi         | Italia Dario Cavaliere Michele Gallo Matteo Neri Pietro Torre                | [ 39 ] |
| 8 novembre 2024  | Coppa del Mondo Berna                   | CdM  | Spada    | Indiv.  | Máté Koch                                                                      | Giacomo Paolini                                                               | Matteo Galassi \| Xinkun Zhang                                               | [ 40 ] |
| 8 novembre 2024  | Coppa del Mondo Berna                   | CdM  | Spada    | Squadre | Ungheria Tibor Andrásfi Zsombor Keszthelyi Máté Koch Gergely Siklósi           | Giappone Kōki Kanō Ryū Matsumoto Kazuyasu Minobe Masaru Yamada                | Francia Alexandre Bardenet Gaétan Billa Yannick Borel Romain Cannone         | [ 41 ] |
| 22 novembre 2024 | Coppa del Mondo Tunisi                  | CdM  | Fioretto | Indiv.  | Alexander Massialas                                                            | Bryce Louie                                                                   | Alexander Choupenitch \| Mohamed Hamza                                       | [ 42 ] |
| 22 novembre 2024 | Coppa del Mondo Tunisi                  | CdM  | Fioretto | Squadre | Italia Guillaume Bianchi Alessio Foconi Giulio Lombardi Filippo Macchi         | Stati Uniti Chase Emmer (es) Nick Itkin Bryce Louie Alexander Massialas       | Francia Pierre Loisel Maxime Pauty Rafaël Savin Alexandre Sido               | [ 43 ] |
| 22 novembre 2024 | Coppa del Mondo Vancouver               | CdM  | Spada    | Indiv.  | Yuval Freilich                                                                 | Eugeni Gavaldà                                                                | Dylan French \| Ho Wai Hang                                                  | [ 44 ] |
| 22 novembre 2024 | Coppa del Mondo Vancouver               | CdM  | Spada    | Squadre | Ungheria Tibor Andrásfi Zsombor Keszthelyi Máté Koch Gergely Kovacs            | Giappone Kōki Kanō Akira Komata Ryū Matsumoto Masaru Yamada                   | Kazakistan Elmir Alimzhanov Ruslan Kurbanov Yerlik Sertay Vadim Sharlaimov   | [ 45 ] |
| 6 dicembre 2024  | Trofeo Nuoma Orléans                    | GP   | Sciabola | Indiv.  | Jean-Philippe Patrice                                                          | Colin Heathcock                                                               | Farès Ferjani \| Sébastien Patrice                                           | [ 46 ] |
| 6 dicembre 2024  | Coppa del Mondo Takasaki                | CdM  | Fioretto | Indiv.  | Alessio Foconi                                                                 | Filippo Macchi                                                                | Cheung Ka Long \| Alexander Massialas                                        | [ 47 ] |
| 6 dicembre 2024  | Coppa del Mondo Takasaki                | CdM  | Fioretto | Squadre | Italia Guillaume Bianchi Alessio Foconi Giulio Lombardi Filippo Macchi         | Stati Uniti Chase Emmer Nick Itkin Bryce Louie Alexander Massialas            | Francia Tyvan Bibard Maximilien Chastenet Rafaël Savin Alexandre Sido        | [ 48 ] |
| 10 gennaio 2025  | Coppa del Mondo Parigi                  | CdM  | Fioretto | Indiv.  | Alessio Foconi                                                                 | Alexander Massialas                                                           | Alexander Choupenitch \| Carlos Llavador                                     | [ 49 ] |
| 10 gennaio 2025  | Coppa del Mondo Parigi                  | CdM  | Fioretto | Squadre | Italia Guillaume Bianchi Alessio Foconi Giulio Lombardi Filippo Macchi         | Giappone Shunsuke Baba Kazuki Iimura Kyōsuke Matsuyama Takahiro Shikine       | Stati Uniti Chase Emmer Nick Itkin Bryce Louie Alexander Massialas           | [ 50 ] |
| 10 gennaio 2025  | Grand Prix Tunisi                       | GP   | Sciabola | Indiv.  | Park Sang-won                                                                  | Sébastien Patrice                                                             | Farès Ferjani \| Pavel Graudyn                                               | [ 51 ] |
| 24 gennaio 2025  | Coppa del Mondo Plovdiv                 | CdM  | Sciabola | Indiv.  | Oh Sang-uk                                                                     | Sébastien Patrice                                                             | Sandro Bazadze \| Park Sang-won                                              | [ 52 ] |
| 24 gennaio 2025  | Coppa del Mondo Plovdiv                 | CdM  | Sciabola | Squadre | Francia Rémi Garrigue Sébastien Patrice Jean-Philippe Patrice Maxime Pianfetti | Stati Uniti Antonio Heathcock Colin Heathcock Daryl Homer William Morrill     | Template:KOKR Do Gyeong-dong Ha Han-sol Lim Jaeyonn Park Sang-won            | [ 53 ] |
| 25 gennaio 2025  | Grand Prix del Qatar Doha               | GP   | Spada    | Indiv.  | Neisser Loyola                                                                 | Gergely Siklósi                                                               | Davide Di Veroli \| Rubén Limardo                                            | [ 54 ] |
| 6 febbraio 2025  | Coppa del Mondo Heidenheim an der Brenz | CdM  | Spada    | Indiv.  | Davide Di Veroli                                                               | Tibor Andrásfi                                                                | Mohamed El-Sayed \| Volodymyr Stankevych                                     | [ 55 ] |
| 6 febbraio 2025  | Coppa del Mondo Heidenheim an der Brenz | CdM  | Spada    | Squadre | Giappone Kōki Kanō Akira Komata Ryū Matsumoto Masaru Yamada                    | Israele Yonatan Cohen Yuval Shalom Freilech Alon Sarid Dov Ber Vilensky       | Svizzera Kōki Kanō Ryū Matsumoto Kazuyasu Minobe Masaru Yamada               | [ 56 ] |
| 7 febbraio 2025  | Coppa del Mondo Torino                  | GP   | Fioretto | Indiv.  | Tommaso Marini                                                                 | Alexander Choupenitch                                                         | Carlos Llavador \| Abdelrahmam Tolba                                         | [ 57 ] |
| 7 marzo 2025     | Trofeo Luxardo Padova                   | CdM  | Sciabola | Indiv.  | Jean-Philippe Patrice                                                          | Michele Gallo                                                                 | Ziad Elsissy Sanguk Oh                                                       | [ 58 ] |
| 7 marzo 2025     | Trofeo Luxardo Padova                   | CdM  | Sciabola | Squadre | Francia Remi Garrigue Jean-Philippe Patrice Sebastien Patrice Maxime Pianfetti | Stati Uniti Silas Choi Daryl Homer Walter Ji Cody Mitchell Saron              | Corea del Sud Gyeongdong Do Hansol Ha Jaeyoon Lim Sangwon Park               | [ 59 ] |
| 7 marzo 2025     | Coppa del Mondo Il Cairo                | CdM  | Fioretto | Indiv.  | Guillaume Bianchi                                                              | Alexander Choupenitch                                                         | Gerek Meinhardt Jeonghyun Youn                                               | [ 60 ] |
| 7 marzo 2025     | Coppa del Mondo Il Cairo                | CdM  | Fioretto | Squadre | Italia Alessio Foconi Guillaume Bianchi Tommaso Marini Filippo Macchi          | Stati Uniti Nick Itkin Marcello Olivares Gerek Meinhardt Miles Chamley-Watson | Francia Constant Roger Maxime Pauty Rafael Savin Pierre Loisel               | [ 61 ] |
| 15 marzo 2025    | Grand Prix Westend Budapest             | GP   | Spada    | Indiv.  | Masaru Yamada                                                                  | Ian Hauri                                                                     | Mohamed Elsayed Segeon Ma                                                    | [ 62 ] |
| 22 marzo 2025    | Grand Prix Lima                         | GP   | Fioretto | Indiv.  | Filippo Macchi                                                                 | Guillaume Bianchi                                                             | Nick Itkin Lee Kwang-hyun                                                    | [ 63 ] |
| 27 marzo 2025    | Coppa del Mondo Marrakech               | CdM  | Spada    | Indiv.  | Gergely Siklósi                                                                | Jakub Jurka                                                                   | Davide Di Veroli Samuel Imrek                                                | [ 64 ] |
| 27 marzo 2025    | Coppa del Mondo Marrakech               | CdM  | Spada    | Squadre | Ungheria Gergely Siklósi Zsombor Keszthelyi Máté Koch Tibor Andrasfi           | Italia Valerio Cuomo Davide Di Veroli Enrico Piatti Gianpaolo Buzzacchino     | Francia Luidgi Midelton Aymerick Gally Paul Allegre Alexandre Bardenet       | [ 65 ] |
| 28 marzo 2025    | Coppa del Mondo Budapest                | CdM  | Sciabola | Indiv.  | Sébastien Patrice                                                              | Matyas Szabo                                                                  | Sandro Bazadze Ha Han-sol                                                    | [ 66 ] |
| 28 marzo 2025    | Coppa del Mondo Budapest                | CdM  | Sciabola | Squadre | Egitto Mohamed Amer Mazen Elaraby Ziad Elsissy Adham Moataz                    | Ungheria Csanad Gemesi Krisztián Rabb Andras Szatmari Bertalan Toth           | Stati Uniti Antonio Heathcock Colin Heathcock William Morrill Mitchell Saron | [ 67 ] |
| 2 maggio 2025    | Coppa del Mondo Vancouver               | CdM  | Fioretto | Indiv.  | Alexander Massialas                                                            | Davide Filippi                                                                | Maxime Pauty Abdelrahman Tolba                                               | [ 68 ] |
| 2 maggio 2025    | Coppa del Mondo Vancouver               | CdM  | Fioretto | Squadre | Stati Uniti Nick Itkin Bryce Louie Alexander Massialas Gerek Meinhardt         | Italia Guillaume Bianchi Davide Filippi Alessio Foconi Tommaso Marini         | Francia Anas Anane Pierre Loisel Maxime Pauty Rafael Savin                   | [ 69 ] |
| 3 maggio 2025    | Grand Prix Seoul                        | GP   | Sciabola | Indiv.  | Krisztián Rabb                                                                 | Jean-Philippe Patrice                                                         | Sandro Bazadze Luca Curatoli                                                 | [ 70 ] |